# Colpotrochia maai
Colpotrochia maai är en stekelart som beskrevs av Setsuya Momoi 1966. Colpotrochia maai ingår i släktet Colpotrochia och familjen brokparasitsteklar. Inga underarter finns listade i Catalogue of Life.